# Cassanhas (Òlt)
Cassanhas (en francès Cassagnes) és un municipi francès situat al departament de l'Òlt i a la regió d'Occitània.
El municipi té Cassanhas com a capital administrativa, i també compta amb els agregats de Ferran, las Cabans, la Garda, la Roca Auta, la Roca Baissa, Gaurial, la Guilhemiá i Tarriu.

## Demografia
| 1962                                       | 1968 | 1975 | 1982 | 1990 | 1999 | 2007 |
| ------------------------------------------ | ---- | ---- | ---- | ---- | ---- | ---- |
| 201                                        | 234  | 260  | 195  | 212  | 192  | 207  |
| Des de 1962: població sense dobles comptes |      |      |      |      |      |      |

## Administració
| Període | Identitat           | Partit |
| ------- | ------------------- | ------ |
| 20018-  | Jean-Claude Jurquet |        |